# کاهش دریایخ شمالگان
کاهش دریایخ شمالگان (انگلیسی: Arctic sea ice decline) در دهه‌های اخیر به دلیل ذوب شدن یخ‌های دریا در اقیانوس منجمد شمالی بیش از میزان یخ زدن آن در زمستان رخ داده‌است. اجبار گازهای گلخانه‌ای عمدتاً مسئول کاهش وسعت یخ دریای قطب شمال است.
یک مطالعه در سال ۲۰۰۷ نشان داد که کاهش «سریع‌تر از مقدار پیش‌بینی‌شده» توسط شبیه‌سازی مدل بوده‌است. مطالعه‌ای در سال ۲۰۱۱ نشان داد که می‌توان آن را با تغییرپذیری داخلی که کاهش یخ دریا ناشی از گازهای گلخانه‌ای را در چند دههٔ گذشته افزایش می‌دهد، تطبیق داد. یک مطالعه در سال ۲۰۱۲، با مجموعه‌ای از شبیه‌سازی‌های جدید، نرخ‌های عقب‌نشینی را نیز پیش‌بینی کرد که تا حدودی کمتر از آن چیزی بود که واقعاً مشاهده شد. پیامدهای کاهش یخ دریای قطب شمال ممکن است شامل موارد زیر باشد: تابستان بدون یخ، نقطه اوج، افزایش گرمایش قطب شمال، اختلال در گرداب قطبی، تغییرات شیمی اتمسفر، تغییرات رژیم جو، تغییرات در گیاهان، حیوانات و حیات میکروبی. تغییر گزینه‌های حمل و نقل و سایر تأثیرات بر انسان.
پنجمین گزارش ارزیابی IPCC هیئت بین‌دولتی تغییر اقلیم در ارزیابی (۲۰۱۴) به این نتیجه رسید که یخ دریا همچنان کاهش خواهد یافت. این منطقه در گرمترین حالت خود دست کم در ۴۰۰۰ سال گذشته‌است و فصل ذوب در سراسر قطب شمال با نرخ پنج روز در هر دهه (از ۱۹۷۹ تا ۲۰۱۳) طولانی شده‌است، که از یخ‌زدگی پائیزی بعدی طولانی‌تر شده‌است.
تغییرات یخ دریا به عنوان مکانیزمی برای تقویت قطبی شناخته شده‌است.

## تعریف‌ها
اقیانوس منجمد شمالی توده آبی است که تقریباً بالای عرض جغرافیایی ۶۵ درجه شمالی قرار دارد. توده یخ شمالگان به منطقه‌ای از اقیانوس منجمد شمالی گفته می‌شود که توسط یخ پوشیده شده‌است. حداقل یخ دریای قطب شمال، روزی معین در یک سال معین است که در آن روز یخ دریای قطب شمال به کمترین میزان خود برسد و در پایان فصل ذوب تابستان، معمولاً در ماه سپتامبر اتفاق می‌افتد. حداکثر یخ دریای قطب شمال، روزی از سال است که یخ دریای قطب شمال نزدیک به پایان فصل سرد قطب شمال، معمولاً در ماه مارس، به بیشترین میزان خود می‌رسد.

### تاثیرهای متقابل یخ دریا و آب‌وهوا
یخ دریای قطب شمال دمای خنک نواحی قطبی را حفظ می‌کند و تأثیر مهمی بر افزایش سپیدایی دارد. یخ‌های دریای قطب شمال در تابستان ذوب می‌شوند و مقدار بیشتری از تابش خورشید توسط اقیانوس جذب شود. سرعت ذوب یخ‌های دریا باعث می‌شود که اقیانوس‌ها خود قطب شمال را گرم کنند. کاهش یخ دریا می‌تواند افزایش سرعت گرمایش جهانی و تغییرات آب و هوایی را سبب شود.

### نقشه‌ها
- NSIDC | Arctic Sea Ice News
- Cryosphere Today بایگانی‌شده  در ۲۳ فوریه ۲۰۱۱ توسط Wayback Machine
- Daily AMSR2 Sea Ice Maps بایگانی‌شده  در ۲۰ سپتامبر ۲۰۱۶ توسط Wayback Machine

### ویدیو
- Annual Arctic sea ice minimum 1979–2016 with area graph
- The Arctic Meltdown & Extreme Weather – Jennifer Francis (2017)